# Adam Łapeta
Adam Łapeta (Jastarnia, 9 novembre 1987) è un cestista polacco.
Alto 217 cm, gioca come centro.

## Carriera
Con la Polonia ha disputato i Campionati europei del 2011.

## Palmarès
- Campionato polacco: 1

Asseco Prokom Gdynia: 2009-2010, 2011-2012
- Coppa di Lituania: 1

Lietuvos Rytas: 2016
- Supercoppa polacca: 1

Prokom Gdynia: 2010